# Istorija Čilea
Teritorija Čilea je bila naseljena bar od 3000. godine p. n. e.. Do 16. veka, španski konkvistadori su počeli da potčinjavaju i kolonizuju region današnjeg Čilea, i teritorija je bila kolonija između 1540. i 1818, kada je stekla nezavisnost od Španije. Ekonomski razvoj zemlje sukcesivno je bio obeležen izvozom najpre poljoprivrednih proizvoda, zatim šalitre, a kasnije bakra. Bogatstvo sirovina dovelo je do ekonomskog uspona, ali i do zavisnosti, pa čak i ratova sa susednim državama. Čileom su tokom većeg dela njegovih prvih prvih 150 godina nezavisnosti upravljale različite forme ograničene vlade, gde je biračko telo pomno proveravala i kontrolirala elita.
Neuspeh u adresiranju ekonomskih i socijalnih porasta i sve veća politička svest manje imućnog stanovništva, kao i indirektna intervencija i ekonomsko finansiranje glavnih političkih grupacija od strane CIA, u sklopu hladnog rata, doveli su do političke polarizacije pod socijalističkim predsednikom Salvadorom Allendeom. To je zauzvrat rezultiralo državnim udarom iz 1973. godine i vojnom diktaturom generala Augusta Pinočea, čiji je sedamnaestogodišnji režim bio odgovoran za brojna kršenja ljudskih prava i duboke tržišno orijentisane ekonomske reforme. Godine 1990, Čile je konačno sproveo miran prelaz u demokratiju.

## Rana istorija (pre 1540)
Pre oko 10.000 godina, migrirajući starosedilački Indijanci nastanili su se u plodnim dolinama i priobalnim oblastima današnjeg Čilea. Ovo područje je pre španske ere bilo dom više od desetak različitih američkih društava. Trenutno prevladavajuće teorije su da se početni dolazak ljudi na kontinent dogodio bilo duž obale Tihog okeana idući na jug, u prilično brzom širenju dugo pre kulture Klovisa, ili čak putem transpacifičke migracije. Ove teorije su potkrepljene nalazima na arheološkom nalazištu u Monte Verdu, koje prethodi hiljadama godina Klovis nalazište. Specifična mesta veoma ranog naseljavanja ljudi u Čileu uključuju Kueva del Milodon i cev lave kratera Pali-Aike.
Uprkos takvoj raznovrsnosti, starosedeoce je moguće klasifikovati u tri glavne kulturne grupe: severni narodi, koji su razvijali bogate rukotvorine i na njih su uticale preinkeanske kulture, zatim araukanska kultura, koja je nastanjivala područje između reke Čoape i ostrva Čiloe, i živela pre svega od poljoprivrede, i patagonijska kultura sastavljena od raznih nomadskih plemena, koja su se izdržavala ribolovom i lovom (i koja su na pacifičkoj obali imigrirali delom od najstarijih doseljenika). Nijedna složena, centralizovana, sedelačka civilizacija nije vrhovno vladala nad ostalim civilizacijama.
Araukanci, fragmentirano društvo lovaca, sakupljača i poljoprivrednika, činilo je najveću grupu domorodaca u Čileu. Mobilni ljudi koji su se bavili trgovinom i ratovanjem sa drugim domorodačkim grupama, živeli su u raštrkanim porodičnim klasterima i malim selima. Iako Araukanci nisu imali pismeni jezik, ipak su koristili zajednički jezik. Oni koji su naselili centralni Čile bili su napredniji i verovatno su koristili sistem navodnjavanja. Oni na jugu kombinovali su poseci i spali način poljoprivrede sa lovom. Od tri araukanske grupe, ona koja je pružala najžešći otpor pokušajima zauzimanja njihove teritorije bili su Mapuče, u prevodu "ljudi zemlje."
Carstvo Inka nakratko je proširilo svoju teritoriju na sadašnji severni Čile, gde su prikupljali danak od malih grupa ribara i farmera oaza, ali nisu uspeli da uspostave snažno kulturno prisustvo u tom području. Inke su naišle na žestok otpor i na taj način nisu bile u mogućnosti da uspostave kontrolu na jugu. Tokom svojih pokušaja osvajanja 1460. i ponovo 1491. godine, Inke su osnovale utvrde u centralnoj dolini Čilea, ali nisu mogle kolonizovati region. Mapuči su se borili protiv Sapa Tupaka Inke Jupankija (oko 1471–1493) i njegove armije. Rezultat krvavog trodnevnog sukoba poznatog kao bitka kod Maule bilo je to da se osvajanje Inka na teritoriji Čilea završilo na reci Maule, koja je nakon toga postala granica između carstva Inka i zemalja naroda Mapuče do dolaska Španaca.
Istoričari nagađaju da je ukupno araukansko stanovništvo moglo brojati najviše 1,5 miliona kada su Španci stigli 1530-ih, a nakon veka evropskih osvajanja i bolesti smanjio se njihov broj najmanje za polovinu. Tokom osvajanja, Araukanci su brzo nabavili konje i evropsko naoružanje u svoj arsenal toljaga i lukova i strela. Oni su postali vešti u pljačkanju španskih naselja i, iako u opadajućem broju, uspeli su da zadrže Špance i njihove potomke do kraja 19. veka. Hrabrost Araukanaca inspirisala je Čileance da ih veličaju kao prve nacionalne heroje, status koji, međutim, nije učinio ništa, da bi podigao jadni životni standard njihovih potomaka.
Čileanska Patagonija koja se prostire južno od reke Kalje-Kalje u Valdiviji bila je naseljena mnogim plemenima, uglavnom Teuelćima, koje su Španci smatrali džinovima tokom Magelanove plovidbe 1520. godine.
Ime Patagonija potiče od reči Patagão koju Magelan koristi za opisivanje domorodačkih ljudi za koje je njegova ekspedicija mislila da su divovi. Sada se veruje da su Patagoni zapravo Teuelćesi sa prosečnom visinom od 1,80 m u poređenju sa prosečnim 1,55 m za tadašnje Špance.
Argentinski deo Patagonije obuhvata provincije Neuken, Rio Negro, Čubut i Santa Kruz, kao i istočni deo arhipelaga Ognjena Zemlja. Argentinska političko-ekonomska regija Patagonija obuhvata provinciju Pampa.
Čileanski deo Patagonije obuhvata južni deo Valdivije, Čiloe, Puerto Mont i arheološko nalazište Monte Verde, takođe fjordove i ostrva južno do regiona Ajsena i Magelana, uključujući zapadnu stranu Ognjene zemlje i rta Horn.

## Evropska osvajanja i kolonizacija (1540–1810)
Prvi Evropljanin na čileanskoj teritoriji bio je Fernando Magelan, koji je prešao Magelanov moreuz 1. novembra 1520. godine. Međutim, titula pronalazača Čilea se obično dodeljuje Dijegu de Almagru. Almagro je bio partner Fransiska Pizara, i dobio je na upravu južnu oblast (špa. Nueva Toledo). Organizovao je ekspediciju koja ga je dovela u centralni Čile 1537. godine, ali je našao malo vrednosti u poređenju sa zlatom i srebrom Inka u Peruu. Videvši da su stanovnici tog područja siromašni, vratio se u Peru, da bi kasnije nakon poraza od Hernanda Pizara u građanskom ratu bio ubijen.
Nakon ove početne ekspedicije, kolonijalne vlasti su se malo interesovale za dalje istraživanje teritorije modernog Čilea. Međutim, Pedro de Valdivija, kapetan vojske, shvatajući potencijal za širenje španske imperije na jug, tražio je od Pizara dozvolu za invaziju i osvajanje južnih zemalja. Sa nekoliko stotina ljudi pokorio je lokalne stanovnike i 12. februara 1541. osnovao grad Santijago de Nueva Ekstramadura, današnji Santijago de Čile, 12. februara 1541. godine.
Iako je Valdivija pronašao malo zlata u Čileu, mogao je da vidi i poljoprivredno bogatstvo zemlje. On je nastavio svoja istraživanja zapadno od Anda i osnovao preko desetak gradova i osnovao prve enkonmiendu. Najveći otpor španskoj vladavini pružio je narod Mapuče, koji su se suprotstavljali evropskom osvajanju i kolonizaciji sve do 1880-ih, ovaj otpor je poznat kao Araukanski rat. Valdivija je poginuo u bici kod Tukapela, gde ga je pobedio Lautaro, mladi Mapuče toki (ratni vođa), ali evropsko osvajanje je bilo nastavljeno.
Španci nikada nisu pokorili mapučke teritorije, razni pokušaji osvajanja, i vojnim i mirnim putem, nisu uspeli. Veliki ustanak 1598. godine proterao je svu špansku prisutnost južno od reke Biobio osim Čiloe (i Valdivije koja je decenijama kasnije ponovo uspostavljena kao tvrđava), a velika reka postala je granična linija između zemalja Mapučea i Španskog carstva.
Severno od te linije gradovi su se polako razvijali, a čileanske zemlje vremenom su postale važan izvor hrane za Vicekraljevstvo Perua.
Valdivija je postau prvi guverner čileanske kapetanije. On je bio podređen vicekralju Perua a samim tim i kralju Španije i njnjegovoj birokratiji. Odgovorna guverneru, gradska veća poznata kao Kabildi upravljala su lokalnim opštinama, od kojih je najvažnija bila Santijago, koja je od 1609. do kraja kolonijalne vladavine bila sedište Kraljevskog apelacionog suda (špa. Real Audijencija).
Čile je bio najveći bogatstvo španske krune tokom većeg dela njene kolonijalne istorije. Tek u 18. veku počeo je stabilan ekonomski i demografski rast, efekat reformi španske dinastije Burbon i stabilnija situacija duž granice.

## Nezavisnost (1810–1827)
Težnja za nezavisnošću od Španije bila je ubrzana uzurpacijom španskog prestola od strane Napoleonovog brata Žozefa Bonaparte. Čileanski rat za nezavisnost bio je deo širih Borbi za nezavisnost Latinske Amerike, i bio je daleko od toga da je imao jednoglasnu podršku među Čileancima, koji su se podelili između pristalica nezavisnosti i kralja. Ono što je započelo kao elitistički politički pokret protiv njihovog kolonijalnog gospodara, konačno se završilo kao punopravni građanski rat između kreola koji su podržavali političku i ekonomsku nezavisnost od Španije i rojalističkih kreola koji je podržavao nastavak vernosti i postojanosti unutar Španske imperije.
Pokret za nezavisnost počeo je 18. septembra 1810. kada je u ime Fernanda – naslednika svrgnutog kralja – osnovana narodna hunta. Vlada hunte Čilea proglasila je Čile autonomnom republikom unutar španskog kraljevstva (u znak sećanja na ovaj događaj Čile slavi 18. septembar kao Dan državnosti). U zavisnosti od događaja koji se koriste za definisanje završetka, pokret je trajao do 1821. godine (kada su Španci proterani sa čileanskog kopna) ili 1826. godine (kada su se poslednje španske trupe predale a Čiloe je uvršten u Republiku Čile). Proces nezavisnosti obično se deli u tri faze: Patrija Vijeha, Rekonkista i Patrija Nueva.
Prvi čileanski pokušaj nezavisne samouprave „Patrija Vijeha“ (stara nacija, 1810–1814), predvodio je Hose Migel Karera, aristokrata tada u srednjim dvadesetim godinama. Vojno obrazovan Karera bio je tvrdoglav vladar koji je izazvao široku opoziciju. Još jedan od najranijih zagovornika potpune nezavisnosti bio je Bernardo O'Higins, vođa protivničke frakcije koja je uvela kreole u građanski rat. Za njega i za neke druge pripadnike čileanske elite inicijativa za privremenu samoupravu brzo je eskalirala u kampanju za trajnu nezavisnost, mada su ostali kreoli bili lojalni Španiji.
Među zagovornicima nezavisnosti, konzervativci su se borili sa liberalima oko stepena u kojem će francuske revolucionarne ideje biti ugrađene u pokret. Nakon nekoliko napora, španske trupe iz Perua iskoristile su međusobne sukobe pristalica nezavisnosti da ponovo osvoje Čile 1814. godine, kada su ponovo uspostavile kontrolu pobedom u bici kod Rankagve 12. oktobra. O'Higins, Karera i mnogi čileanski pobunjenici pobegli su u Argentinu.
Za drugi period su karakteristični španski pokušaji da se nametne proizvoljna vladavina tokom perioda poznatog kao Rekonkista 1814–1817 („ponovna pobeda“: izraz potiče od Rekonkiste u kojoj su hrišćanska kraljevstva od muslimana preuzela Pirinijsko poluostrvo). Tokom tog perioda, oštra vladavina španskih lojalista, koji su kažnjavali osumnjičene pobunjenike, terala je sve više Čileanaca u ustanički logor. Sve više članova čileanske elite postajalo je uvereno u neophodnost pune nezavisnosti, bez obzira ko je bio na tronu Španije. Kao vođa gerilskih napada protiv Španaca, Manuel Rodrigez postao je nacionalni simbol otpora.
U egzilu u Argentini, O'Higins je udružio snage sa Hoseom de San Martinom. Njihova kombinovana vojska oslobodila je Čile hrabrim napadom na Ande 1817. godine, pobedivši Špance u bici kod Čakabuka 12. februara, čime počinje početak Patrije Nueve (nova nacija). San Martin je oslobađanje Čilea smatrao strateškim korakom ka emancipaciji Perua, što je smatrao ključem hemisferne pobede nad Špancima.
Čile je osvojio svoju formalnu nezavisnost ostvario kada je San Martin pobedio poslednju veliku špansku vojsku na čileanskom tlu u bici kod Maipua 5. aprila 1818. San Martin je tada odveo svoje argentinske i čileanske sledbenike na sever da oslobode Peru, a borbe su se nastavile u južnim čileanskim provincijama, bastionu rojalista, sve do 1826. godine.
Čile je službeno izdao Deklaraciju o nezavisnosti 12. februara 1818. godine, a Španija je formalno priznala 1840. godine, kada su uspostavljeni puni diplomatski odnosi.

## Republikanska era (1818–1891)

### Ustavna organizacija (1818–1833)
Od 1817. do 1823. godine Bernardo O'Higins vladao je Čileom kao vrhovni diktator. Osvojio je pohvale zbog poraza rojalista i osnivanju škola, ali građanski sukobi su se nastavili. O'Higins je svojim autoritarizmom, konzervativcima i crkvom otuđio liberale i provincijalce, a vlasnike zemljišta predloženim reformama sistema zemljišnih vlasništva. Njegov pokušaj da osmisli ustav 1818. godine koji bi legitimisao njegovu vladu nije uspeo, kao ni njegov napor da stvori stabilno finansiranje za novu administraciju. O'Higinsovo diktatorsko ponašanje izazvalo je otpor u provincijama. Ovo rastuće nezadovoljstvo odrazilo se na trajno protivljenje pristalica Karere, koga je u Mendozi 1821. godine pogubio argentinski režim, kao što su i njegova dva brata bila pogubljena tri godine ranije.
Iako se suprotstavio mnogim liberalima, O'Higins je razljutio rimokatoličku crkvu svojim liberalnim uverenjima. Zadržao je status katoličanstva kao zvanične državne religije, ali pokušao je da obuzda političke ovlašćenja crkve i da podstakne versku toleranciju kao sredstvo za privlačenje protestantskih imigranata i trgovaca. Poput crkve, i zemljišna aristokratija se osećala ugroženo od O'Higinsa, zameravajući mu pokušaje da eliminiše plemićke titule i, što je još važnije, da ukine plemićka imanja.
O'Higginsovi protivnici takođe nisu odobravali njegovo preusmeravanje čileanskih resursa u pomoć San Martinu u oslobađanju Perua. O'Higins je insistirao na podršci toj kampanji, jer je shvatio da čileanska nezavisnost neće biti sigurna sve dok Španci ne budu proterani iz andskog jezgra carstva. Međutim, usred sve većeg nezadovoljstva, trupe iz severnih i južnih provincija primorale su O'Higinsa da podnese ostavku. Ogorčen, O'Higins je otputovao u Peru, gde je umro 1842.
Nakon što je O'Higins 1823. godine otišao u egzil, građanski sukob se nastavio, usredsređujući se uglavnom na pitanja antiklerikalizma i regionalizma. Predsednici i ustavi su se brzo smenjivali tokom 1820-ih. Štetni uticaji građanske borbe na ekonomiju, posebno na izvoz, naterali su konzervativce da preuzmu kontrolu nad državom 1830. godine.
U mislima većine pripadnika čileanske elite, krvoproliće i haos kasnih 1820-ih, pripisali su nedostacima liberalizma i federalizma koji su većinu perioda bili dominantni nad konzervativizmom. Politički kamp bio je podeljen od pristalica O'Higinsa, Karere, liberalnog Pipiolosa i konzervativnog Pelukonesa, s tim što su dva poslednja glavna pokreta prevladala i privukla ostatke prvih. Ukidanje ropstva 1823. godine - mnogo pre nego u većini drugih zemalja Amerike - smatrano je jednim od Pipiolosovih nekoliko trajnih dostignuća. Jedan Pipiolisov vođa sa juga, Ramon Freire, nekoliko je puta postavljan za predsednika predsednika (1823-1827, 1828, 1829, 1830), ali nije mogao da održi svoj autoritet. Od maja 1827. do septembra 1831., osim kratkih intervencija Freirea, predsedništvo je zauzimao Fransisko Antonio Pinto, bivši Freireov potpredsednik.
U avgustu 1828. godine, prve godine predsedništva Pinta, Čile je napustio svoj kratkotrajni federalistički sistem zbog unitarnog oblika vlasti, sa odvojenim zakonodavnim, izvršnim i pravosudnim organima. Usvajanjem umereno liberalnog ustava 1828. godine, Pinto je otuđio i federaliste i liberalne frakcije. Takođe je razljutio staru aristokratiju ukidanjem imanja koja su nasledila primogeniture (majorazgo) i izazvao javni nemir svojim antiklerikalizmom. Nakon poraza njegove liberalne vojske u bici kod Lirkaje, 17. aprila 1830, Freire je, poput O'Higinsa, otišao u egzil u Peru.

### Konzervativna era (1830–1861)
Iako nikada nije bio predsednik, Dijego Portales, je dominirao čileanskom politikom iz kabineta i iza kulisa od 1830. do 1837. Ugradio je "autokratsku republiku", koja je centralizovala vlast u nacionalnoj vladi. Njegov politički program uživao je podršku trgovaca, velikih vlasnika zemljišta, stranih kapitalista, crkve i vojske. Politička i ekonomska stabilnost međusobno su se pojačale, pošto je Portales podstiko ekonomski rast slobodnom trgovinom i doveo u red vladine finansije. Portales je bio agnostik koji je rekao da veruje u sveštenstvo, ali ne i u boga. Shvatio je važnost rimokatoličke crkve kao uporišta lojalnosti, legitimiteta, društvene kontrole i stabilnosti, kao što je to bio slučaj u kolonijalnom periodu. On je poništio liberalne reforme koje su pretile crkvenim privilegijama i imovinama.
"Portalesova država" institucionalizovana je čileanskim Ustavom iz 1833. godine. Jedna od najtrajnijih povelja ikada napravljena u Latinskoj Americi, portalesov ustav trajao je do 1925. Ustav je koncentrisao vlast u nacionalnoj vladi, tačnije, u rukama predsednika koga je izabrala sićušna manjina. Izvršni predsednik mogao bi odslužiti dva uzastopna petogodišnja mandata, a zatim izabrati naslednika. Iako je Kongres imao značajna budžetska ovlašćenja, zasenio ga je predsednik, koji je imenovao pokrajinske zvaničnike. Ustav je takođe stvorio nezavisno pravosuđe, garantovao nasleđivanje imanja po primogenituri i postavio katolicizam kao državnu religiju. Ukratko, uspostavio je autokratski sistem pod republičkom glazurom.
Portales je takođe postigao svoje ciljeve tako što je imao diktatorska ovlašćenja, cenzurirao štampu i manipulisao izborima. Tokom narednih četrdeset godina, oružane snage Čilea nisu se uplitale u političkim sukobima i odbrambenim operacijama na južnoj granici, mada su se neke jedinice uplele u unutrašnje sukobe 1851. i 1859. godine.
Portalesov predsednik bio je general Hoakin Prijeto, koji je služio dva mandata (1831-1836, 1836-1841). Predsednik Prijeto imao je četiri glavna dostignuća: primenu ustava iz 1833. godine, stabilizaciju vladinih finansija, poraz pokrajinskih pretnji centralnoj vlasti i pobedu nad Peruansko-bolivijskom Konfederacijom. Za vreme predsedavanja Prijeta i njegova dva naslednika, Čile se modernizovao izgradnjom luka, železnica i telegrafskih linija, neke od njih sagradio je američki preduzetnik Vilijam Vilvrajt. Ove inovacije su olakšale izvoz i uvoz kao i domaću trgovinu.
Prijeto i njegov savetnik Portales plašili su se pokušaja bolivijskog generala Andresa de Santa Kruza da se ujedini sa Peruom protiv Čilea. Ove su poteškoće pogoršale animozitete prema Peruu iz kolonijalnog perioda, sada pojačane sporovima oko carina i zajmova. Čile je takođe želeo da postane dominantna vojna i komercijalna sila Južne Amerike duž Tihog okeana. Santa Kruz je ujedinio Peru i Boliviju u Peruansko-bolivijskoj Konfederaciji 1836. sa željom da proširi kontrolu nad Argentinom i Čileom. Portales je ubedio Kongres da objavi rat Konfederaciji. Portalesa su izdajice ubile 1837. godine. General Manuel Bulnes pobedio je Konfederaciju u bici kod Jungaja 1839. godine.
Nakon njegovog uspeha Bulnes je izabran za predsednika 1841. godine. Služio je dva mandata (1841–1846, 1846–1851). Njegova administracija koncentrisala se na okupaciju teritorije, posebno Magelanovog prolaza i Araukanije. Venecuelanac Andres Beljo postiže u ovom periodu važan intelektualni napredak, posebno otvaranjem Univerziteta u Santijagu. Ali političke tenzije, uključujući liberalnu pobunu, dovele su do građanskog rata u Čileu 1851. Napokon su konzervativci pobedili liberale.
Poslednji konzervativni predsednik bio je Manuel Mont, koji je takođe služio dva mandata (1851–1856, 1856–1861), ali njegova loša administracija dovela je do liberalne pobune 1859. Liberali su trijumfirali 1861. izborom Hosea Hoakina Pereza za predsednika.

### Liberalna era (1861–1891)
Međutim, politički revolt doneo je male društvene promene i čileansko društvo u 19. veku je sačuvalo suštinu slojevite kolonizovane društvene strukture, na koju su u velikoj meri uticali porodična politika i katolička crkva. Na kraju se pojavilo snažno predsedništvo, ali bogati vlasnici zemljišta ostali su moćni.
Krajem 19. veka vlada u Santijagu je učvrstila svoj položaj na jugu upornim potiskivanjem Araukanaca tokom okupacije Araukanije. Zatim je potpisan je ugovor o granici iz 1881. godine između Čilea i Argentine kojim se potvrđuje čileanski suverenitet nad Magelanovim prolazom, ali i čitavu orijentalnu Patagoniju i značajan deo teritorije koju je imao u kolonijalnom dobu. Kao rezultat Pacifičkog rata sa Peruom i Bolivijom (1879–1883), Čile je proširio svoju teritoriju na sever za skoro jednu trećinu i stekao vredna nalazišta nitrata, čija je eksploatacija dovela do ere nacionalnog bogatstva.
U 1870-im, crkveni uticaj počeo je lagano da se smanjuje donošenjem nekoliko zakona koji su preuzeli neke stare uloge crkve u državne ruke, poput matičnih knjiga rođenih i venčanih.
Hose Manuel Balmakeda je 1886. godine izabran za predsednika. Njegova ekonomska politika vidno je promenila postojeću liberalnu politiku. Počeo je da krši ustav i polako je počeo da uspostavlja diktaturu. Kongres je odlučio da svrgne Balmakedu, koji je odbio da odstupi. Horhe Mont je predvodio oružani sukob protiv Balmakede, koji se ubrzo proširio u Čileanski građanski rat 1891. godine. Pobeđen, Balmakeda je pobegao u argentinsku ambasadu, gde je izvršio samoubistvo. Horhe Mont postao je novi predsednik.

## Parlamentarna era (1891–1925)
Takozvana Parlamentarna republika nije bila pravi parlamentarni sistem, u kojem izvršnu vlast bira zakonodavna vlast. Bila je, međutim, neobičan režim u predsedničkoj Latinskoj Americi, jer je Kongres zaista zasenio prilično ceremonijalnu funkciju predsednika i izvršavao ovlašćenja nad postavljenima u kabinetu šefa izvršne vlasti. Zauzvrat, Kongresom su dominirale zemljišne elite. To je bio vrhunac klasičnog političkog i ekonomskog liberalizma.
Mnogo decenija nakon toga, istoričari su postupali prema parlamentarnoj republici kao sistemu sklonom svađama, koji je samo distribuirao plen i prilepio se njenoj lese fer politici, dok su se nacionalni problemi nagomilavali. Karakterizacija je sažeta zapažanjem predsednika Ramona Barosa Lukoa (1910–1915) u vezi sa radnim nemirima: „Postoje samo dve vrste problema: oni koji se sami rešavaju i oni koji se ne mogu rešiti."
Kongres je često smenjivao predsednike, iako je postojala veća stabilnost i kontinuitet u javnoj administraciji nego što su izložili neki istoričari. Čile je takođe privremeno rešio svoja granična pitanja sa Argentinom sporom Puna de Atakama iz 1899. godine, Ugovorom o granici iz 1881. godine između Čilea i Argentine i Generalnim arbitražnim ugovorom iz 1902. godine, mada ne bez prethodnog učešća u skupoj pomorskoj trci u naoružanju.
Politička vlast sprovodila se od lokalnih izbornih šefova u provincijama preko kongresnih i izvršnih vlasti, koji su uzvraćali otplatama poreza od prodaje nitrata. Kongresnici su često dobijali izbore podmićivanjem glasača u ovom klijentelističkom i korumpiranom sistemu. Mnogi političari su se oslanjali na zastrašene ili odane glasače na selu, iako je stanovništvo postajalo sve urbanije. Neučinkoviti predsednici i neefikasne administracije u ovom periodu slabo su reagovali na zavisnost zemlje od promenljivog izvoza nitrata, spiralne inflacije i masovne urbanizacije.
Međutim, poslednjih godina, posebno kada se uzme u obzir autoritarni režim Augusto Pinočea, neki istoričari su prevrednovali Parlamentarnu Republiku 1891-1925. Ne poričući njegove nedostatke, oni su hvalili njegovu demokratsku stabilnost. Oni su takođe pozdravili njenu kontrolu nad oružanim snagama, poštovanje građanskih sloboda, širenje biračkog prava i učešće i postepeno prijem novih kandidata, naročito reformatora, na političku pozornicu. Naročito su se razvile dve nove stranke - Demokratska stranka, koja ima korene među zanatlijama i gradskim radnicima, i Radikalna stranka, koja predstavlja srednji gradski sektor i pokrajinske elite.
Početkom 20. veka obe stranke su osvajale sve veći broj mesta u Kongresu. Levičarski članovi Demokratske partije uključili su se u vođstvo sindikata i doveli su do osnivanja Socijalističke radničke partije (шп. Partido Obrero Socialista – POS) 1912. godine. Osnivač POS-a i njegov najpoznatiji lider, Luis Emilio Rekabaren, takođe je osnovao i Komunističku partiju Čilea (шп. Partido Comunista de Chile – PKČ) 1922. godine.

## Predsednička era (1925–1973)
Do 1920-ih, srednja i radnička klasa u nastajanju bila je dovoljno moćna da izabere predsednika reformistu, Artura Alesandrija. Alesandri je apelovao na one koji su verovali da se socijalno pitanje treba rešiti, na one koji su zabrinuti padom izvoza nitrata tokom Prvog svetskog rata i na one iznurene predsednike nad kojima je dominirao Kongres. Obećavajući "evoluciju da bi se izbegla revolucija", on je pokrenuo novi stil kampanje obraćajući se direktno masama, sjajnim govorima i harizmom. Nakon što je 1915. godine osvojio mesto u Senatu kojim je predstavljao rudarski sever, stekao je nadimak "Lav iz Tarapake".
Kao disidentski liberal koji se kandiduje za predsednika, Alesandri je privukao podršku još reformističkih radikala i demokrata i formirao takozvanu Liberalnu alijansu. Dobio je snažnu podršku srednje i radničke klase, kao i podršku pokrajinskih elita. Studenti i intelektualci takođe su odlučili da mu daju podršku. Istovremeno je uveravao vlasnike zemljišta da će društvene reforme biti ograničene na gradove.
Alesandri je ubrzo otkrio da će konzervativni Kongres blokirati njegovo nastojanje da predvodi zemlju. Poput Balmakede, on je razljutio zakonodavce svojim obraćanjem glasačima na kongresnim izborima 1924. Njegovo reformsko zakonodavstvo konačno je sprovedeno u Kongresu pod pritiskom mlađih vojnih službenika, koji su bili besni zbog zanemarivanja oružanih snaga, političkih svađa, socijalnih nemira i galopirajuće inflacije čiji je program frustrirao konzervativni kongres.
Dvostruki vojni puč započeo je period velike političke nestabilnosti koji je trajao do 1932. Prvi vojni desničari koji su se suprotstavili Alesandriju preuzeli su vlast u septembru 1924., a zatim su reformatori u korist svrgnutog predsednika preuzeli vlast u januaru 1925. Šum sablje (špa. ruido de sables) incident iz septembra 1924. godine, izazvan nezadovoljstvom mladih oficira, uglavnom poručnika iz srednje i radničke klase, doveo do uspostavljanja septembarske Hunte na čelu sa generalom Luisom Altamiranom i egzila Alesandrija.
Međutim, strahovi od konzervativne obnove u progresivnim sektorima vojske doveli su do drugog državnog udara u januaru, koji je završen formiranjem januarske Hunte kao privremene vlade, dok se čekao Alesandrijev povratak. Njih su predvodila dva pukovnika, Karlos Ibanjez del Kampo i Marmaduke Grove. Oni su tog marta vratili Alesandrija u predsedništvo i dekretom sproveli njegove obećane reforme. On je ponovo preuzeo vlast u martu, a novi ustav koji obuhvata predložene reforme ratifikovan je na plebiscitu u septembru 1925.
Novi ustav je povećao ovlašćenja predsedništva. Alesandri je prekršio klasičnu liberalističku politiku lese fer stvarajući Centralnu banku Čilea i uvodeći porez na prihod. Međutim, socijalna nezadovoljstva su takođe srušena, što je dovelo do masakra u Marusiji u martu 1925., a potom masakra u La Korunji.
Najduža od deset vlada između 1924. i 1932. bila je vlada generala Karlosa Ibanjeza, koji je na kratko držao vlast 1925., a zatim ponovo između 1927. i 1931. u nekoj de fakto diktaturi. Kada je 1932. vraćena ustavna vlada, pojavila se jaka Radikalna stranka koja je okupljala srednje klase. Ona je postala ključna snaga u koalicionim vladama u narednih 20 godina.
Masakr u Seguro Obreru dogodio se 5. septembra 1938. godine, usred žestoke predizborne kampanje između ultrakonzervativnog Gustava Rosa Santa Marije, radikala Narodnog fronta Pedra Agire Serde, i kandidata novoformirane Narodne alijanse Karlosa Ibanjeza del Kampa. Nacionalni pokret socijalista Čilea podržao je Ibanjezovu kandidaturu, koja je najavljena 4. septembra. Kako bi sprečili Rosovu pobedu, socijalisti su sproveli državni udar koji je imao za cilj da sruši vladu desničara Artura Alesandrija i da postavi Ibanjeza na vlast.
Tokom perioda dominacije Radikalne stranke (1932–1952), država je povećala svoju ulogu u ekonomiji. Godine 1952. glasači su vratili Ibanjeza na funkciju predsednika još 6 godina. Horge Alesandri nasledio je Ibanjeza 1958. godine.
Na predsednički izborima 1964. godine pobedio je hrišćanski demokrata Eduardo Frei Montalva apsolutnom većinom koji je započeo period velikih reformi. Pod sloganom "Revolucija u slobodi", administracija Freija krenula je u dalekosežne socijalne i ekonomske programe, naročito u obrazovanju, stambenom zbrinjavanju i agrarnoj reformi, uključujući ruralno udruživanje poljoprivrednih radnika. Međutim, do 1967. Frei se susreo sa sve većom opozicijom levičara, koji su ga optuživali da su njegove reforme neadekvatne, i konzervativaca, koji su ih smatrali preteranim. Na kraju svog mandata Frei je postigao mnoge zapažene ciljeve, ali nije u potpunosti ostvario ambiciozne ciljeve svoje stranke.

### Popularne godine jedinstva
Na predsedničkim izborima 1970., senator Salvador Aljende osvojio je najviše glasova. Bio je marksistički lekar i član Socijalističke partije Čilea, koji je predvodio koaliciju "Narodnog jedinstva" koju su činili socijalisti, komunisti, radikali, socijaldemokrate, disidenti Hrišćansko – demokratske partije, Jedinstveni narodni akcioni pokret i Nezavisna narodna akcija.
Aljende je bio ispred kandidata hrišćanskih demokrata Radomira Tomika i konzervativca Horhea Alesandrija. Aljende je dobio 36% glasova, dok je Alesandri osvojio 34% a Tomik 27% glasova.
Uprkos pritisku vlade SAD, Kongres Čilea je organizovao glasanje između dva vodeća kandidata, Aljendea i bivšeg predsednika Horhea Alesandrija. Posle uverenja o zakonitosti sa Aljendeove strane, ubistva vrhovnog komandanta vojske generala Renea Šnajdera i Freijevog odbijanja da oformi savez sa Alesandrijem radi suprotstavljanja Aljendeu, jer je smatrao da Hrišćansko – demokratska partija predstavlja radnike i da ne može imati zajedničke stavove sa desničarima, Aljende je pobedio sa 153 prema 35 glasova.
Platforma NArodnog jedinstva obuhvatala je nacionalizaciju američkih interesa u glavnim čileanskim rudnicima bakra, unapređenje prava radnika, proširivanje čileanske zemljišne reforme, reorganizaciju nacionalne ekonomije u socijalizovani, mešoviti i privatni sektor, spoljnu politiku "međunarodne solidarnost “i nacionalnu nezavisnost i novi institucionalni poredak („ narodna država “), uključujući instituciju jednodomnog kongresa. Odmah nakon izbora Sjedinjene Države su izrazile svoje negodovanje i podigle brojne ekonomske sankcije protiv Čilea.
Pored toga, na vebsajtu CIA-e piše da je agencija pomagala tri različite čileanske opozicione grupe u tom periodu i "pokušala podstaći puč da spreči Aljendea da preuzme funkciju". Akcioni planovi za sprečavanje Aljendea da dođe na vlast bili su poznati pod nazivom Trak I i Trak II.
U prvoj godini mandata Aljendea kratkotrajni ekonomski rezultati ekspanzivne monetarne politike ministra ekonomije Pedra Vuskovika bili su nedvosmisleno povoljni: 12% industrijskog rasta i rast BDP-a od 8,6%, praćen velikim padom inflacije (sa 34,9% na 22,1%) i nezaposlenosti (do 3,8%). Aljende je usvojio mere, uključujući zamrzavanje cena, povećanje plata i porezne reforme, koje su imale za posledicu povećanje potrošnje i preraspodelu prihoda. Zajednički projekti javno-privatnih i javnih radova pomogli su smanjenju nezaposlenosti. Veliki deo bankarskog sektora je nacionalizovan. Mnoga preduzeća u industriji bakra, uglja, gvožđa, nitrata i čelika bila su ekspoprisana, nacionalizovana ili izložena državnoj intervenciji. Industrijska proizvodnja naglo je porasla, a nezaposlenost je opala tokom prve godine administracije. Međutim, ovi rezultati nisu bili održivi i 1972. godine čileanski eskudo je imao nezadrživu inflaciju od 140%. Ekonomska depresija koja je započela 1967. godine dosegla je vrhunac 1972. godine, pogoršanu bekanjem kapitala, naglim privatnim ulaganjima i povlačenjem bankarskih depozita kao odgovor na socijalistički program Aljendea. Proizvodnja je opadala, a nezaposlenost je rasla. Kombinacija inflacije i vladino utvrđivanje cena doveli su do porasta crnih tržišta pirinča, pasulja, šećera i brašna i "nestanka" osnovnih namirnica sa polica supermarketa.
Uvidevši da američke obavještajne snage pokušavaju destabilizovati čileansko predsedništvo raznim metodama, KGB je ponudio finansijsku pomoć prvom demokratski izabranom marksističkom predsedniku. Međutim, razlog američkih tajnih akcija protiv Aljendea nije bilo širenje marksizma, već strah od gubitka kontrole nad njegovim investicijama. "Do 1968. godine 20 odsto ukupnih stranih investicija u SAD-u bilo je vezano za Latinsku Ameriku ... Rudarske kompanije su tokom prethodnih pedeset godina uložile milijardu dolara u čileansku industriju rudarstva bakra - najveću na svetu - ali vratili su 7,2 milijarde dolara kući . " Deo programa CIA-e uključivao je propagandnu kampanju koja je Aljendea prikazala kao budućeg sovjetskog diktatora. Međutim, „izveštaji SAD-a pokazali su da Aljende ne predstavlja pretnju za demokratiju“. Ipak, administracija Ričarda Niksona organizovala je i ubacila tajne operativce u Čileu, kako bi brzo destabilizovala Aljendeovu vladu.
Pored toga, Nikson je dao uputstva da se čileanska ekonomija uništi, a međunarodni finansijski pritisak ograničavao je izdavanje ekonomskih kredita Čileu. Istovremeno, CIA je finansirala opozicione medije, političare i organizacije, pomažući ubrzavanju kampanje domaće destabilizacije. Do 1972. godine ekonomski napredak Aljendeovih prvih godina bio je u opadanju, a ekonomija je bila u krizi. Politička polarizacija se povećavala, a velike mobilizacije i provladinih i antivladinih grupa postale su česte, što je često dovodilodo sukoba.
Do 1973. godine, čileansko društvo postalo je visoko polarizovano, između snažnih protivnika i podjednako jakih pristalica Salvadora Aljendea i njegove vlade. Vojne akcije i pokreti, odvojeni od civilne vlasti, počeli su se razvijati na selima. Tanketazo je bio neuspeli vojni državni pokušaj protiv Aljendea u junu 1973.
U svom "Sporazumu" 22. avgusta 1973., poslaničko veće Čilea je izjavilo da je čileanska demokratija narušena i pozvalo je na "preusmeravanje vladine aktivnosti", radi vraćanja ustavne vladavine. Manje od mesec dana kasnije, 11. septembra 1973., čileanska vojska je svrgla Aljendea, koji je pucao sebi u glavu kako bi izbegao hapšenje pošto je predsednička palata bila opkoljena i bombardovana. Nakon toga, umesto da vrati vladina ovlašćenja civilnom zakonodavstvu, Augusto Pinoče iskoristio je svoju ulogu komandanta vojske kako bi preuzeo vlast i postavio sebe na čelu hunte.
Uključivanje CIA-e u državni udar je dokumentovano. Već u izveštaju Crkvenog komiteta (1975), javno dostupni dokumenti ukazuju na to da je CIA pokušala da spreči Aljendea da preuzme funkciju nakon što je on izabran 1970, sama CIA je 2000. godine objavila dokumente u kojima je to priznala i da je Pinoče bio jedna od njihovih favorita za preuzimanje vlasti.
Prema navodima Vasilija Mitrohina i Kristofera Endrjua, KGB i kubanska obaveštajna uprava pokrenuli su kampanju poznatu pod nazivom Operacija TUKAN. Na primer, 1976. godine, Njujork Tajms je objavio 66 članaka o navodnim kršenjima ljudskih prava u Čileu i samo 4 u Kambodži, gde su komunistički Crveni Kmeri ubili oko 1,5 miliona ljudi od 7,5 miliona ljudi u zemlji.

## Pinočeov režim (1973–1990)
Početkom 1973. godine, inflacija je porasla za 800% pod Aljendeovim predsedništvom. Osakaćenu ekonomiju su dodatno otežavali dugi i ponekad istovremeni štrajkovi lekara, nastavnika, studenata, vlasnika kamiona, radnika iz rudnika bakra i male poslovne klase. Vojni puč svrgnuo je Aljendea 11. septembra 1973. godine. Dok su oružane snage bombardovale predsedničku palatu, Aljende je izvršio samoubistvo. Vojna vlada, koju je predvodio general Augusto Pinoče, preuzela je kontrolu nad zemljom.
Prve godine režima obeležile su kršenja ljudskih prava. Hunta je zatvorila, mučila i pogubila hiljade Čileanaca. U oktobru 1973., Karavan smrti ubio je najmanje 72 osobe. Najmanje hiljadu ljudi je pogubljeno tokom prvih šest meseci Pinočea, a najmanje još dve hiljade ljudi ubijeno je tokom narednih šesnaest godina, kako izveštava Retig Report. Najmanje 29.000 ljudi je zatvoreno i mučeno. Prema latinoameričkom Institutu za mentalno zdravlje i ljudska prava (ILAS), „situacije ekstremne traume“ pogodile su oko 200.000 osoba, ova brojka uključuje pojedince ubijene, mučene ili prognane i njihove uže porodice. Oko 30.000 napustilo je zemlju.
Vojna hunta na čelu sa generalom Augustom Pinočeom ukinula je građanske slobode, raspustila nacionalni kongres, zabranila sindikalne aktivnosti, zabranila štrajkove i kolektivno pregovaranje i ukinula agrarne i ekonomske reforme Aljendeove administracije.
Hunta je započela radikalni program liberalizacije, deregulacije i privatizacije, snižavanje carina, kao i državnih programa socijalne zaštite i deficita. Ekonomske reforme pripremila je grupa tehnokrata koja je postala poznata kao Čikago bojsi jer su mnogi od njih bili obučeni ili pod uticajem profesora Univerziteta u Čikagu. Pod tim novim politikama stopa inflacije je opala:
| Godina        | 1973  | 1974  | 1975  | 1976  | 1977 | 1978 | 1979 | 1980 | 1981 | 1982 |
| ------------- | ----- | ----- | ----- | ----- | ---- | ---- | ---- | ---- | ---- | ---- |
| Inflacija (%) | 508.1 | 376.0 | 340.0 | 174.0 | 63.5 | 30.3 | 38.9 | 31.2 | 9.5  | 20.7 |

Novi ustav odobren je na referendumu, na kome nisu postojale glasačke liste, 11. septembra 1980, a general Pinoče je postao predsednik republike u mandatu od 8 godina.
Čile je u periodu 1982–1983. doživeo ozbiljnu ekonomsku krizu sa povećanjem nezaposlenosti i padom finansijskog sektora. 16 od 50 finansijskih institucija suočilo se sa bankrotom. Tokom 1982. godine dve najveće banke su nacionalizovane kako bi se sprečila još gora kreditna kriza. Tokom 1983. godine nacionalizovano je još pet banaka a dve banke su morale biti stavljene pod nadzor vlade. Centralna banka je preuzela strane dugove. Kritičari su ismevali ekonomsku politiku Čikago bojsa kao "Čikaški put do socijalizma".
Nakon ekonomske krize, Hernan Buči postao je ministar finansija od 1985. do 1989. godine, uvodeći pragmatičniju ekonomsku politiku. Dozvolio je da pezos ojača i ponovo je uspostavio ograničenja kretanja kapitala u zemlji i van nje. Uveo je propise Banke, pojednostavio i smanjio porez na dobit. Čile je nastavio sa privatizacijama, uključujući komunalna preduzeća kao i re-privatizacijom kompanija koje su bila pod upravom vlade tokom krize 1982-1983. Od 1984. do 1990. godine bruto domaći proizvod Čilea rastao je sa godišnjim prosekom od 5,9%, što je bilo najbrže na kontinentu. Čile je razvio dobru izvoznu ekonomiju, uključujući izvoz voća i povrća na severnu hemisferu gde su bili van sezone, i komandovao visokim cenama.
Vojna hunta je počela da se menja krajem 1970-ih. Zbog problema sa Pinočeom, Lejh je 1978. isključen iz hunte a zamenio ga general Fernando Matej. Krajem osamdesetih vlada je postepeno dozvolila veću slobodu okupljanja, govora i udruživanja, uključujući sindikalne i političke aktivnosti. Zbog Kaso Degolados ("slučaj sa prorezima do grla"), u kojem su ubijena tri člana Komunističke partije, Sezar Mendoza, član hunte od 1973. i predstavnik karabinerosa, podneo je ostavku 1985. godine, a zamenio ga je Rodolfo Stanhe. Sledeće godine Karmen Glorija Kintanja izgorela je živa u u događaju koji je postao poznat kao Kaso Kemado („slučaj živog spaljivanja“).
Nakon isteka osmogodišnjeg Pinočeovog mandata 1988. godine održan je još jedan referendum na kom su glasači glasali za ili protiv jednog jedinog kandidata koji je predložila Vojna hunta. Pinoče je, kako se i očekivalo bio predloženi kandidat, ali uskraćen mu je drugi osmogodišnji mandat sa 54,5% glasova protiv njega.

## Prelazak na demokratiju (1990–današnjica)

### Alvin, Frej i Lagos
Čileanci su izabrali novog predsednika i većinu članova kongresa u dva doma 14. decembra 1989. Hrišćanski demokrata Patrisio Alvin, kandidat koalicije 17 političkih partija pod nazivom „Konsertasion“ (шп. Concertación), dobio je apsolutnu većinu glasova (55%) . Predsednik Alvin obavljao je dužnost od 1990. do 1994. godine, u periodu koji se smatra prelaznim. U februaru 1991. Alvin je stvorio Nacionalnu komisiju za istinu i pomirenje koja je u februaru 1991. objavila Izveštaj o povratku zakona o kršenjima ljudskih prava počinjenim tokom vojne vladavine.
Ovaj izvještaj brojao je 2279 slučajeva "nestanaka" koji se mogu dokazati i registrovati. Naravno, i sama priroda "nestanka" otežavala je takve istrage. Isti problem se pojavio, nekoliko godina kasnije, sa Valehovim izveštajem, objavljenim 2004. u kome je nabrojano skoro 30.000 žrtava mučenja, po svedočenjima 35.000 osoba.
Na izborima u decembru 1993, sin bivšeg predsednika Eduarda Freja, Eduardo Frej Ruiz-Tagle predvodio je koaliciju Konsentrasion i sa njom je osvojio 58% glasova. Freja je 2000. nasledio socijalista Rikardo Lagos, koji je pobedio u drugom krugu Hoakina Lavina kandidata desničarske Alijanse za Čile, sa vrlo tesnom pobedom od manje od 200 000 glasova (51,32%).
Pinoče je 1998. godine otputovao u London na operaciju leđa. Ali po nalogu španskog sudije Baltasara Garsona, on je tamo uhapšen, privlačeći svetsku pažnju, ne samo zbog istorije Čilea i Južne Amerike, već i zato što je ovo bilo jedno od prvih hapšenja bivšeg predsednika zasnovanog na principu Univerzalne jurisdikcije. Pinoče se pokušao braniti pozivajući se na Zakon o državnom imunitetu iz 1978. godine, argument koji je britansko pravosuđe odbacilo. Međutim, ministar unutrašnjih poslova Velike Britanije Džek Strau preuzeo je odgovornost za njegovo puštanje na slobodu iz medicinskih razloga i odbio ga izručiti Španiji. Nakon toga, Pinoče se vratio u Čile u martu 2000. Silazeći sa aviona na svojim invalidskim kolicima, ustao je i pozdravio gomilu pristalica, uključujući i vojsku koja je svirala njegove omiljene melodije vojnog marša, koja ga je čekala na aerodromu u Santijagu. Predsednik Rikardo Lagos je kasnije prokomentarisao da je televizijsko emitovanje dolaska penzionisanog generala oštetilo imidž Čilea, dok su hiljade demonstrirale protiv njega.

### Bašele i Pinjera
Koalicija Konsertasion nastavila je da dominira čileanskom politikom tokom poslednje dve decenije. U januaru 2006. Čileanci su izabrali svoju prvu ženu predsednika, Mišel Bašele, iz Socijalističke partije. Položila je zakletvu 11. marta 2006, produživši upravu koalicije Konsertasion za još četiri godine.
Čile je 2002. godine potpisao sporazum o saradnji sa Evropskom unijom (koji uključuje sporazum o slobodnoj trgovini i političke i kulturne sporazume), 2003. godine opsežni sporazum o slobodnoj trgovini sa Sjedinjenim Državama, a 2004. godine sa Južnom Korejom, očekujući procvat uvoza i izvoz lokalnih proizvoda i da postane regionalno središte trgovine. Nastavljajući koalicionu strategiju slobodne trgovine, predsednica Bašele je u avgustu 2006. godine potpisala sporazum o slobodnoj trgovini sa Kinom (potpisan pod prethodnom upravom Rikarda Lagosa), što je prvi kineski sporazum o slobodnoj trgovini sa nekom latinoameričkom državom, slični ugovori sa Japanom i Indijom potpisani su u avgustu 2007. Bašele je u oktobru 2006. godine potpisala multilateralni trgovinski sporazum sa Novim Zelandom, Singapurom i Brunejom, a Trans-Pacifičko strateško ekonomsko partnerstvo (P4) takođe je potpisano pod Lagosovim predsedništvom. Regionalno je potpisala bilateralne sporazume o slobodnoj trgovini sa Panamom, Peruom i Kolumbijom.
Posle 20 godina, Čile je krenuo u novom smeru pobedom predvodnika desnice Sebastijana Pinjere, na čileanskim predsedničkim izborima 2009–2010.
Dana 27. februara 2010. Čile je potresao zemljotres jačine 8,8 °C Merkalijeve skale, jedan od najsnažnijih ikada zabeleženih na svetu. Više od 500 ljudi je nastradalo (većina od cunamija koji je usledio), a preko milion ljudi izgubilo je svoje domove. Zemljotres je takođe praćen višestrukim potresima. Početne procene štete bile su u rasponu od 15–30 milijardi američkih dolara, što je otprilike 10 do 15 procenata realnog bruto domaćeg proizvoda Čilea.
Čile je dobio globalno priznanje za uspešno spašavanje 33 zarobljenih rudara u 2010. godini. Dana 5. avgusta 2010. pristupni tunel se srušio u rudniku bakra i zlata u San Hoseu u pustinji Atakami kod Kopijapoa na severu Čilea, zarobivši 33 rudara na 700 metara (2.300 stopa) ispod zemlje. Spasilački napor koji je organizovala čileanska vlada locirao je rudare 17 dana kasnije. Svih 33 rudara izbavljena su na površinu dva meseca kasnije, 13. oktobra 2010. godine, u periodu od skoro 24 sata, što je prenošeno uživo na televizijama širom sveta.
Uprkos dobrim makroekonomskim pokazateljima, došlo je do porasta socijalnog nezadovoljstva, usredsređenog na zahteve za boljim i pravednijim obrazovanjem, što je kulminiralo masovnim protestima koji su zahtevali više demokratske i pravičnije institucije. Poverenje u Pinjerovu administraciju naglo je opalo.
U 2013. godini Bašele, socijaldemokrata, izabrana je ponovo za predsednika, želeći da izvrši strukturne promene koje je poslednjih godina društvo zahtevalo u vezi sa reformom obrazovanja, reformom poreza, istopolnom građanskom zajednicom i definitivno okonča binomski sistem, želeći dalju jednakost i kraju onme što je ostalo od diktature. Tokom 2015. godine, niz korupcijskih skandala (posebno slučaj Penta i slučaj Kaval) postali su javni, preteći kredibilitetu političke i poslovne klase.
Dana 17. decembra 2017. godine, Sebastijan Pinjera, izabran je ponovo za predsednika Čilea. Dobio je 36% glasova, što je bio najveći procenat od svih 8 kandidata. U drugom krugu, Pinjera se takmičio sa Alehandrom Giljierom, voditeljem televizijskih vesti koji je bio predstavnik Bašeleove koalicije Nova većina (špa. Nueva Mayoría). Pinjera je pobedio na izborima sa 54% glasova.

## Literatura
- Овај чланак укључује текст из публикације која је сада у јавном власништву: Chisholm, Hugh, ур. (1911). „Chile”.  (на језику: енглески). 6 (11 изд.). Cambridge University Press. стр. 142—160. (See pp. 153–160.)
- Andrew, Christopher; Mitrokhin, Vasili (2005). The World Was Going Our Way: The KGB and the Battle for the Third World. UK: Basic Books. ISBN 0-465-00311-7.
- Antezana-Pernet, Corinne. "Peace in the World and Democracy at Home: The Chilean Women's Movement in the 1940s" in Latin America in the 1940s, David Rock, ed. Berkeley and Los Angeles: University of California Press 1994, pp. 166–186.
- Bergquist, Charles W. Labor in Latin America: Comparative Essays on Chile, Argentina, Venezuela, and Colombia. Stanford: Stanford University Press 1986.
- Burr, Robert N. By Reason or Force: Chile and the Balancing Power of South America 1830–1905. Berkeley and Los Angeles: University of California Press 1965.
- Collier, Simon. Ideas and Politics of Chilean Independence, 1808–1833. New York: Cambridge University Press 1967.
- Collier, Simon; William F. Sater (1994). A History of Chile: 1808–1994. Cambridge, UK: Cambridge University Press.
- Crow, John A (1992). The Epic of Latin America (4th изд.). New York: University of California Press. стр. 331–333.
- Cruz Farias, Eduardo (2002). „An overview of the Mapuche and Aztec military response to the Spanish Conquest”. Архивирано из оригинала 06. 04. 2004. г. Приступљено 15. 10. 2008.
- Drake, Paul. Socialism and Populism in Chile, 1932–1952. Urbana: University of Illinois Press 1978.
- Drake, Paul. "International Crises and Popular Movements in Latin America: Chile and Peru from the Great Depression to the Cold War," in Latin America in the 1940s, David Rock, ed. Berkeley and Los Angeles: University of California Press 1994, 109–140.
- Drake, Paul;  . (1994). Chile: A Country Study. Washington, D.C.: Library of Congress.
- Faundez, Julio (1988). Marxism and democracy in Chile: From 1932 to the fall of Allende. New Haven, Connecticut: Yale University Press.
- Harvey, Robert. "Liberators: Latin America`s Struggle For Independence, 1810–1830". John Murray, London (2000). Harvey, Robert (2000). Liberators: Latin America's Struggle for Independence, 1810-1830. John Murray. ISBN 0-7195-5566-3.
- Kaufman, Edy (1988). Crisis in Allende's Chile: New Perspectives. New York: Praeger Publishers.
- Klubock, Thomas. La Frontera: Forests and Ecological Conflict in Chile's Frontier Territory. Durham: Duke University Press 2014.
- Korth, Eugene E (1968). Spanish Policy in Colonial Chile: the Struggle for Social Justice, 1535–1700. Stanford, California: Stanford University Press.
- Lovemen, Brian. Chile: The Legacy of Hispanic Capitalism (3rd изд.). Oxford, UK: Oxford University Press.
- Mallon, Florencia. Courage Tastes of Blood: The Mapuche Community of Nicolás Ailío and the Chilean State, 1906–2001. Durham: Duke University Press 2005.
- Pike, Frederick B. Chile and the United States, 1880–1962: The Emergence of Chile's Social Crisis and challenge to United States Diplomacy. University of Notre Dame Press 1963.
- Prago, Albert (1970). The Revolutions in Spanish America. New York: The Macmillan Company.
- Rector, John L (2005). The History of Chile. US: Palgrave Macmillan.
- Stern, Steve J. Battling for Hearts and Minds: Memory Struggles in Pinochet's Chile, 1973–1988. Durham: Duke University Press 2006.
- Whelan, James (1989). Out of the Ashes: The Life, Death and Transfiguration of Democracy in Chile. Washington, D.C.: Regnery Gateway.
- Amunátegui, Miguel Luis (1913). Descubrimiento i conquista de Chile (PDF) (на језику: Spanish). Santiago, Chile: Imprenta, Litografía i Encuadernación Barcelona. стр. 550.
- Barros Arana, Diego (1855). Historia Jeneral de la Independencia de Chile (на језику: Spanish). I—IV. Santiago, Chile: Imprenta del Ferrocarril.
- Barros Arana, Diego (1884—1902). Historia Jeneral de Chile (на језику: Spanish). I-XVI. Santiago, Chile: Rafael Jover. ISBN 9780598482334.
- Bulnes, Gonzalo (1955). La Guerra del Pacífico (на језику: Spanish) (5th изд.). Santiago, Chile: Editorial del Pacífico.
- Carvallo y Goyeneche, Vicente (1875).  Miguel Luis Amunategui, ур. Descripción Histórica y Geografía del Reino de Chile Vol. I (1542–1626). Coleccion de historiadores de Chile y documentos relativos a la historia nacional (на језику: Spanish). VIII (Instituto Chileno de Cultura Hispánica, Academia Chilena de la Historia изд.). Santiago, Chile: Imprenta de La Estrella de Chile.
- Carvallo y Goyeneche, Vicente (1875).  Miguel Luis Amunategui, ур. Descripción Histórica y Geografía del Reino de Chile Vol. II (1626–1787). Coleccion de historiadores de Chile y documentos relativos a la historia nacional (на језику: Spanish). IX (Instituto Chileno de Cultura Hispánica, Academia Chilena de la Historia изд.). Santiago, Chile: Imprenta de La Estrella de Chile. стр. 483.
- Carvallo y Goyeneche, Vicente (1875).  Miguel Luis Amunategui, ур. Descripción Histórica y Geografía del Reino de Chile Vol. III. Coleccion de historiadores de Chile y documentos relativos a la historia nacional (на језику: Spanish). X (Instituto Chileno de Cultura Hispánica, Academia Chilena de la Historia изд.). Santiago, Chile: Imprenta de La Estrella de Chile.
- Castedo, Leopoldo (1954). Resumen de la Historia de Chile de Francisco Antonio Encina (на језику: Spanish). 2. Santiago, Chile: Empresa Editora Zig-Zag.
- Córdoba y Figueroa, Pedro de (1862). Historia de Chile (1492–1717). Coleccion de historiadores de Chile y documentos relativos a la historia nacional (на језику: Spanish). II (Instituto Chileno de Cultura Hispánica, Academia Chilena de la Historia изд.). Santiago, Chile: Imprenta del Ferrocarril.
- Cronología de Chile in the Spanish-language Wikipedia.
- Díaz, J.; Lüders. R. y Wagner, G. (2016). Chile 1810–2010. La República en Cifras. Historical Statistics. (Santiago: Ediciones Universidad Católica de Chile); a compendium of indicators, from macroeconomic aggregates to demographic trends and social policies, focused on economic and social history; more information; Data can be obtained from: online
- Encina, Francisco Antonio (1940—1952). Historia de Chile: desde la prehistoria hasta 1891 (на језику: Spanish). I—XX. Santiago, Chile: Editorial Nascimento.
- Ercilla, Alonso de. La Araucana (на језику: Spanish). Eswikisource.
- Eyzaguirre, José Ignacio Víctor (1850). Historia eclesiastica: Politica y literaria de Chile (на језику: Spanish). Valparaíso, Chile: Imprenta del Comercio.
- Gay, Claudio (1845). Historia física y política de Chile (1564–1638) (на језику: Spanish). II. Paris, France: En casa del autor.
- Gay, Claudio (1847). Historia física y política de Chile (1638–1716) (на језику: Spanish). III. Paris, France: En casa del autor.
- Gay, Claudio (1848). Historia física y política de Chile (1749–1808) (на језику: Spanish). IV. Paris, France: En casa del autor. стр. 506.
- Gay, Claudio (1856). Historia de la Independencia Chilena (на језику: Spanish). I & II. Paris, France: Imprenta de E. Thunot y Cia.
- Gómez de Vidaurre, Felipe (1889).  José Toribio Medina, ур. Historia Geográfica, Natural y Civil del Reino de Chile Vol. II. Coleccion de historiadores de Chile y documentos relativos a la historia nacional (на језику: Spanish). XV (Instituto Chileno de Cultura Hispánica, Academia Chilena de la Historia изд.). Santiago, Chile: Imprenta Ercilla.
- Góngora Marmolejo, Alonso de (1960). Historia de Todas las Cosas que han Acaecido en el Reino de Chile y de los que lo han gobernado (1536–1575). Crónicas del Reino de Chile (на језику: Spanish). Madrid, Spain: Atlas. стр. 75—224.
- González Camus, Ignacio (1988). El dia en que murio Allende (на језику: Spanish). Santiago, Chile: Instituto Chileno de Estudios Humanísticos (ICHEH) and Centro de Estudios Sociales (CESOC).
- González de Nájera, Alonso (1866). Desengaño y reparo de la guerra del Reino de Chile. Colección de Documentos Inéditos para la Historia de España (на језику: Spanish). XLVIII. Madrid, Spain: Imprenta de la Viuda de Calero. Приступљено 18. 9. 2013. „History of Chile (1425–1655)”
- Herring, Hubert (1968). A History of Latin America. New York: Alfred A Knopf.
- Jufré del Águila, Melchor (1897). Compendio historial del Descubrimiento y Conquista del Reino de Chile (на језику: Spanish) (Universidad de Chile изд.). Santiago, Chile: Imprenta Cervantes.
- Karamessines, Thomas (1970). Operation Guide for the Conspiration in Chile. Washington, D.C.: United States National Security Council.
- Mariño de Lobera, Pedro (1960).  Fr. Bartolomé de Escobar, ур. Crónica del Reino de Chile, escrita por el capitán Pedro Mariño de Lobera... reducido a nuevo método y estilo por el Padre Bartolomé de Escobar (1593). Crónicas del Reino de Chile (на језику: Spanish). Madrid, Spain: Atlas. стр. 227—562.
- Medina, José Toribio (1906). Diccionario Biográfico Colonial de Chile (PDF) (на језику: Spanish). Santiago, Chile: Imprenta Elzeviriana. стр. 1,006.
- Pérez García, José (1900).  José Toribio Medina, ур. Historia Natural, Militar, Civil y Sagrada del Reino de Chile (Vol. I) (PDF). Coleccion de historiadores de Chile y documentos relativos a la historia nacional (на језику: Spanish). XXII (Instituto Chileno de Cultura Hispánica, Academia Chilena de la Historia изд.). Santiago, Chile: Imprenta Elzeviriana.
- Pérez García, José (1900).  José Toribio Medina, ур. Historia Natural, Militar, Civil y Sagrada del Reino de Chile (Vol. II) (PDF). Coleccion de historiadores de Chile y documentos relativos a la historia nacional (на језику: Spanish). XXIII (Instituto Chileno de Cultura Hispánica, Academia Chilena de la Historia изд.). Santiago, Chile: Imprenta Elzeviriana.
- Rosales, Diego de (1877).  Benjamín Vicuña Mackenna, ур. Historia general de el Reyno de Chile: Flandes Indiano (1425–1553) (на језику: Spanish). I. Valparaíso, Chile: Imprenta i Libreria del Mercurio.
- Rosales, Diego de (1878).  Benjamín Vicuña Mackenna, ур. Historia general de el Reyno de Chile: Flandes Indiano (1554–1625) (на језику: Spanish). II. Valparaíso, Chile: Imprenta i Libreria del Mercurio.
- Rosales, Diego de (1878).  Benjamín Vicuña Mackenna, ур. Historia general de el Reyno de Chile: Flandes Indiano (1625–1655) (на језику: Spanish). III. Valparaíso, Chile: Imprenta i Libreria del Mercurio.
- US State Department. „Background Note: Chile” (на језику: Spanish). Приступљено 16. 1. 2009.
- Vega, Garcilaso de la (1616). Comentarios reales (на језику: Spanish). Eswikisource.
- Valdivia, Pedro de (1960). Cartas. Crónicas del Reino de Chile (на језику: Spanish). Madrid, Spain: Atlas. стр. 1—74.
- Vicuña Mackenna, Benjamín (1889). Diego de Almagro (на језику: Spanish). Santiago, Chile: Imprenta Cervantes. стр. 122.
- Vicuña Mackenna, Benjamín (1868). La guerra a muerte: memoria sobre las últimas campañas de la Independencia de Chile (1819–1824) (на језику: Spanish). Santiago, Chile: Imprenta Nacional. стр. 562.
- Vivar, Jerónimo de (1987). Crónica y relación copiosa y verdadera de los reinos de Chile (1558) (на језику: Spanish). Madrid, Spain: ARTEHISTORIA REVISTA DIGITAL. Архивирано из оригинала 26. 5. 2008. г.
- „WWW-VL: History: Chile” (на језику: Spanish). World Wide Web Virtual Library History Central Catalogue. Архивирано из оригинала 29. 02. 2008. г. Приступљено 16. 1. 2009.

## Spoljašnje veze
- „Chile: History”. Latin American Network Information Center. USA: University of Texas at Austin.